# La ragazza che sapeva troppo (romanzo)
La ragazza che sapeva troppo (The girl with all the gifts) è un romanzo di M.R. Carey, pubblicato in lingua originale nel giugno del 2014, basato su un suo stesso racconto breve, Iphigenia In Aulis.
Il romanzo è ambientato in un futuro distopico, in cui la maggior parte della razza umana è stata contagiata da un'infezione fungina, diventando affamati, zombie che mangiano carne degli uomini rimasti sani.

## Adattamento cinematografico
Nel 2016, dal romanzo è stato tratto il film La ragazza che sapeva troppo.

## Edizioni in italiano
- M. R. Carey, La ragazza che sapeva troppo, traduzione di Renata Moro, Maria Grazia Perugini e Costanza Rodotà, Roma, Newton & Compton, 2015, ISBN 978-88-541-7781-9.